# کریکالف ۷۴۶۹
سیارک ۷۴۶۹ (به انگلیسی: 7469 Krikalev، نامگذاری:1990VU14) هفت هزار و چهارصد و شصت و نهمین سیارک کشف شده‌است که در ۱۵ نوامبر ۱۹۹۰ کشف شد.
قدر مطلق سیارک برابر ۵۸.۸ است.